# Хаава (Виру)
Хаава (ест. Haava) — село в Естонії, входить до складу волості Виру, повіту Вирумаа. До 2017 року входило до складу волості Симерпалу.